# أرتيسونات/مفلوكوين
أرتيسونات ومفلوكوين هو دواء يستخدم لعلاج الملاريا، وهو دواء مركب يتكون من الأرتيسونات والمفلوكوين ، ينصح باستخدامه لعلاج الملاريا المنجلية الغير المعقدة، يُؤخذ هذا الدواء عن طريق الفم.
الآثار الجانبية لهذا الدواء مشابهة للآثار الجانبية للأدوية المستخدمة في تركيبة الدواء عند استخدمها بشكل منفصل، لذلك يُنصح بالاستخدام لأنه يقلل من إمكانية استخدام أي من الأدوية وحدها، تتوفر أيضًا جرعات مصممة خصصيا للأطفال.
أصبحت تركيبة الأرتيسنات/مفلوكوين متوفرة في الأسواق منذ عام 2008. وهي مُدرجة ضمن قائمة الأدوية الأساسية لمنظمة الصحة العالمية، وهي الأدوية الأكثر فعالية وأمانًا في النظام الصحي. تمت الموافقة على استخدامه في البرازيل والهند وماليزيا، إلا أن هذا العقار غير متاح تجاريا في الولايات المتحدة الأمريكية. في عام 2012 بلغت تكلفة العلاج 2.50 دولارأمريكي.

## الاستخدامات الطبية
يُوصى باستخدام الأرتيسونات/الميفلوكين في جنوب شرق آسيا، بينما يُفضل استخدام الأرتيسونات/أموياكوين، أرتيميثر/لوميفانترين، الأرتيسونات/سلفادوكسين/بيرميثامين، في أفريقيا.

## روابط خارجية
- "تركيبة أرتيسونات وميفلوكين". بوابة معلومات الدواء. مكتبة الطب الوطنية الأمريكية. مؤرشف من الأصل في 2021-01-29.